# Tatev szárnyai
A Tatev szárnyai (örmény nyelven Տաթևի թևեր, Tatevi tever) egy 5,7 km hosszú, kabinos drótkötélpályás felvonó Örményországban, Halidzor település és a Tatev-kolostor között. Ez a világ leghosszabb, egyszakaszos drótkötélpályás felvonója. Az építkezés 2010. október 16-án ért véget, első útján Szerzs Szargszján köztársasági elnök és az örmény apostoli ortodox egyház feje, II. Karekin is részt vett. A Guinness rekordok közé 2010. október 23-án került be, mint a leghosszabb, megállók nélküli, kétpályás függővasút.
A felvonó állandó összeköttetést biztosít a 9. században épült Tatev kolostorkomplexumhoz, amely az ország egyik legjelentősebb vallási központja és kedvelt turistalátványosság. A függővasút kiépítése 18 millió dollárnak megfelelő összegbe került, a projektet felügyelő Örmény Országos Versenyképességi Alapítvány szerint az összeg nagy részét magánszemélyek adakozása tette ki. Alsó állomása Halidzor falu, amely a Jerevánba vezető autópálya közelében áll, a felső pedig Tatev falu, ahonnan gyalog könnyen elérhető a kolostor.
A felvonó sebessége 37 km/h, az út egy irányba 10 percig tart. Legmagasabb pontján 320 méterrel a föld felett halad. Két kabinja egyenként 25 férőhellyel rendelkezik. A kilenc legközelebbi falu lakói kedvezményesen válthatnak jegyet.

## Galéria

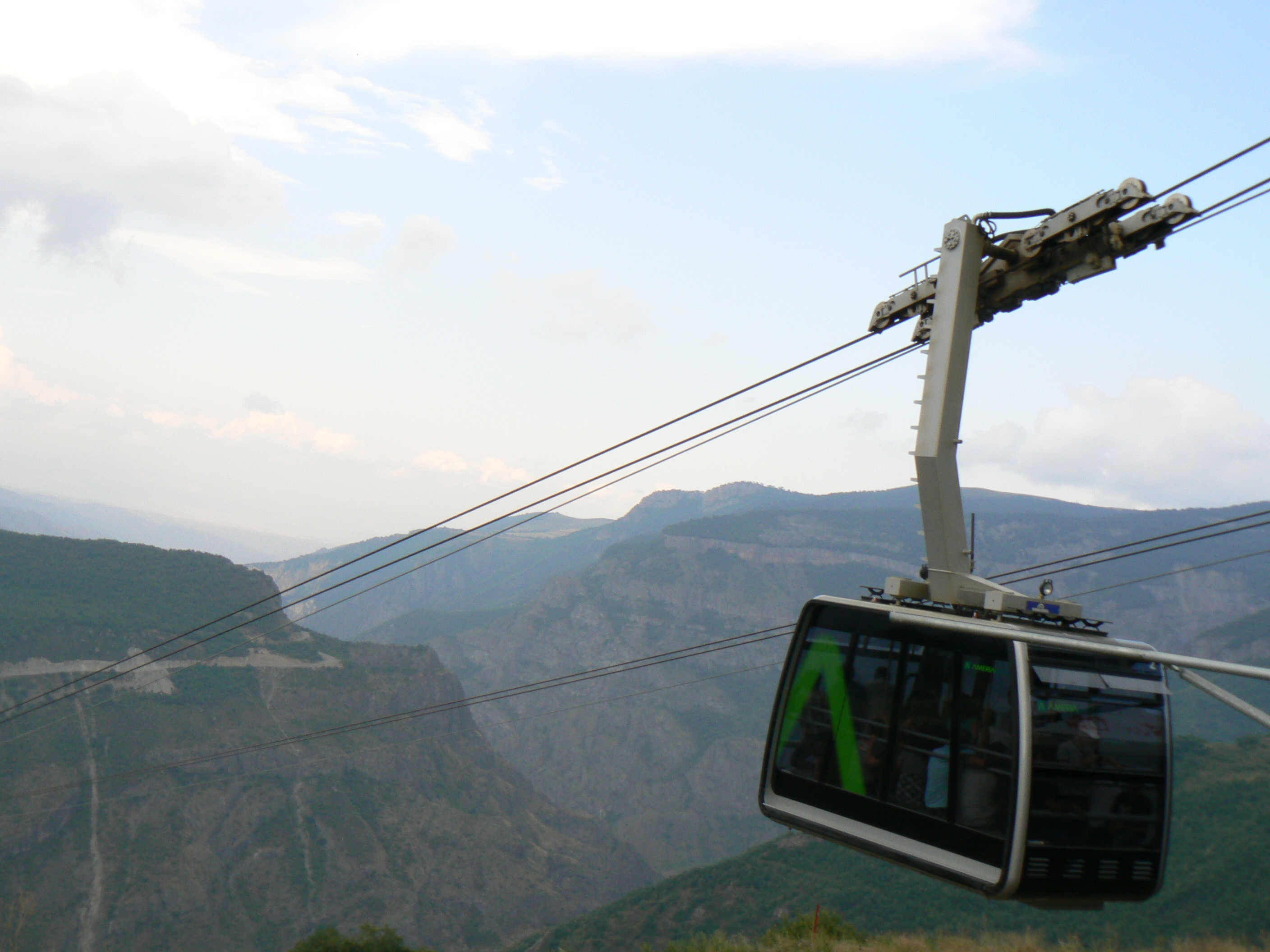
A kabin
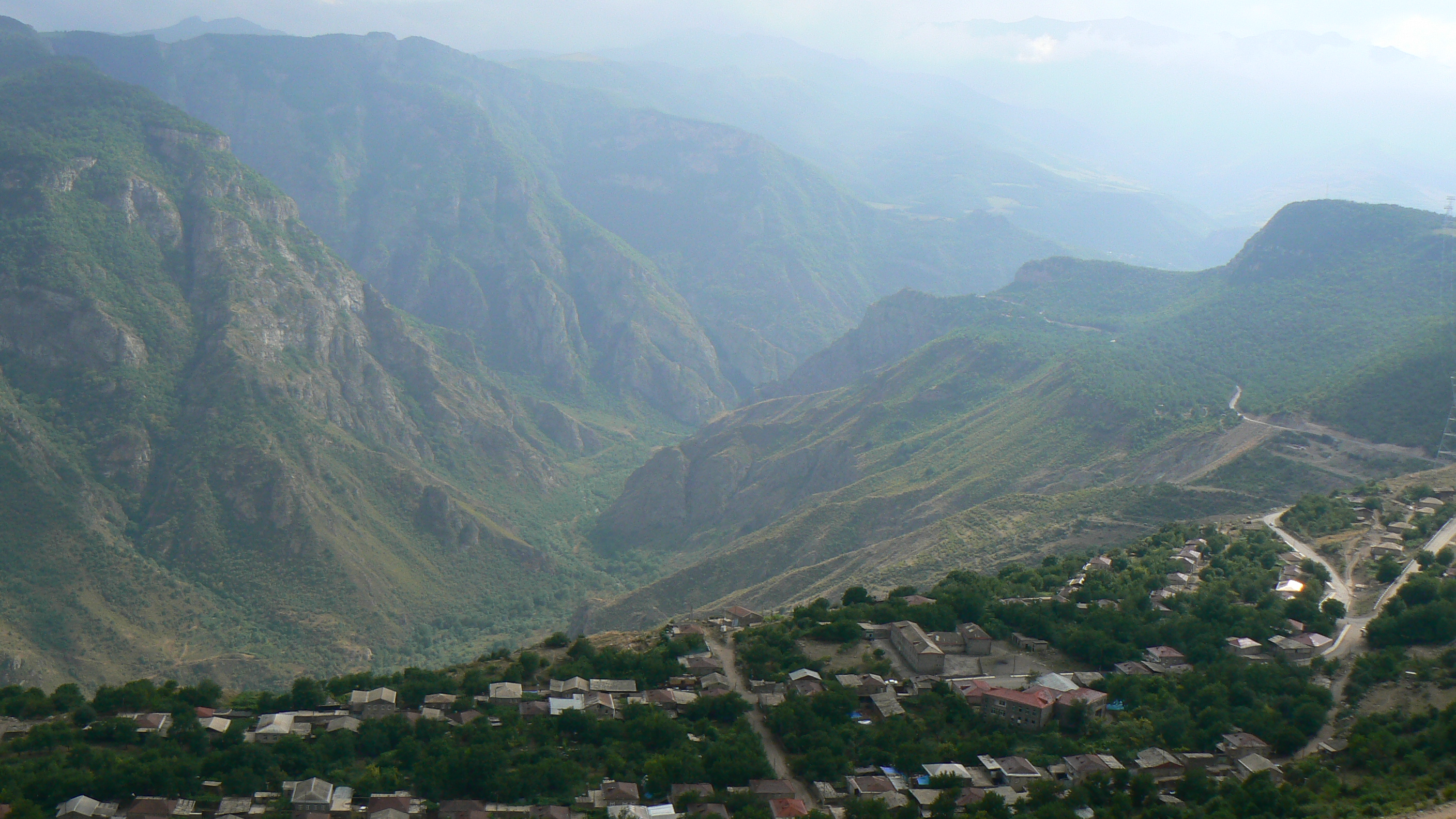
Kilátás a kabinból
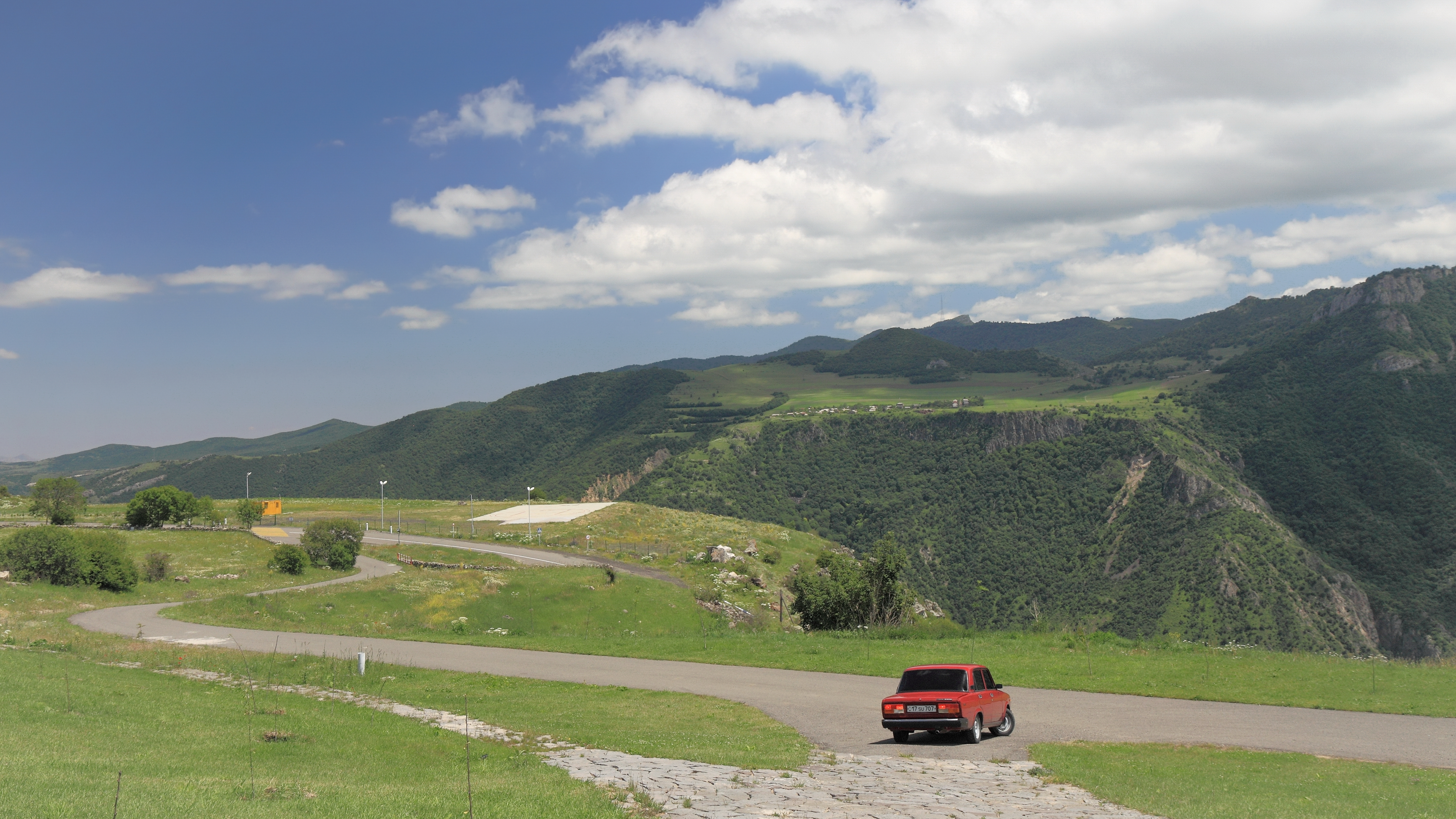
Halidzor, út a főépület és az alsó állomás felé
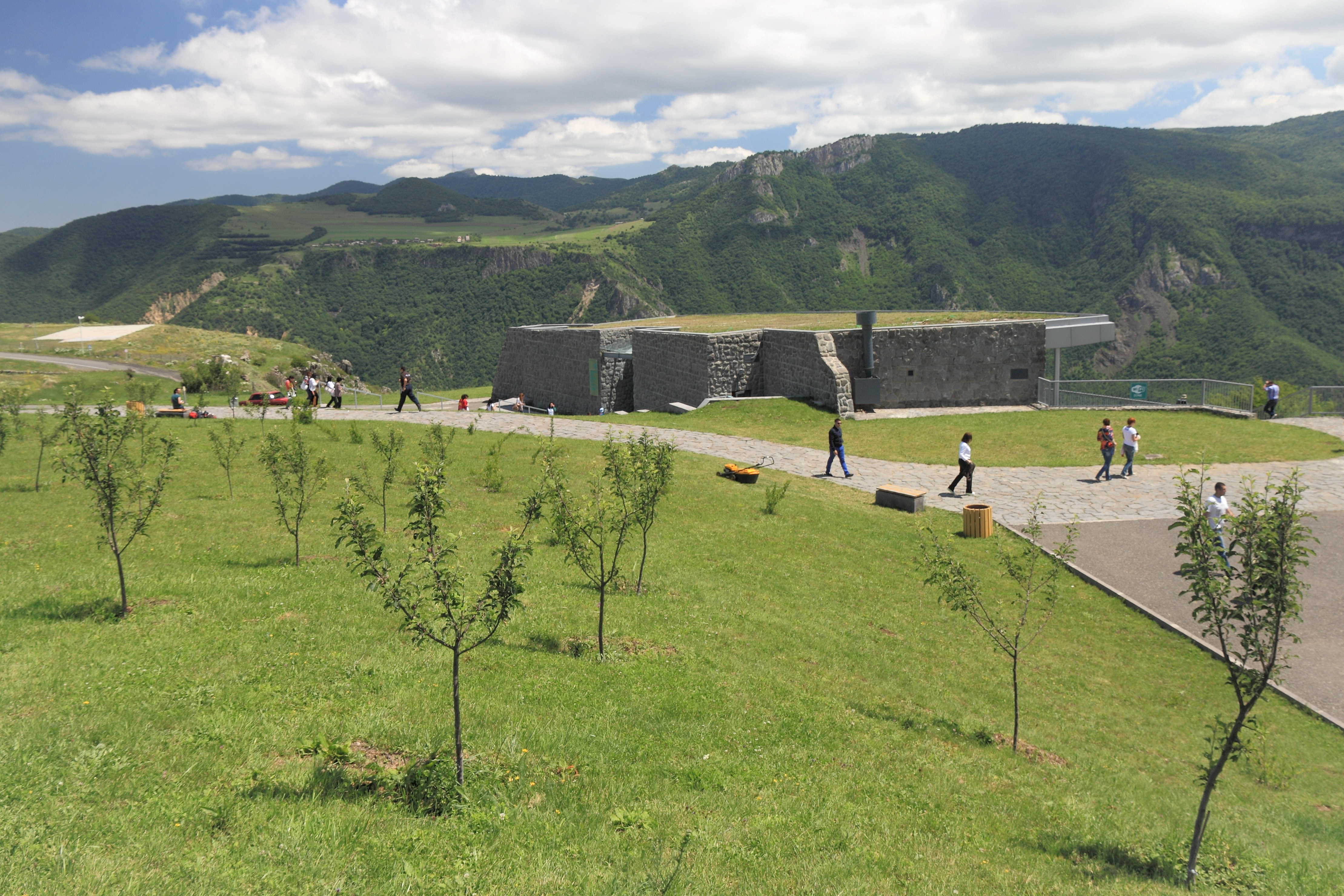
A főépület (iroda, jegypénztár és étterem)
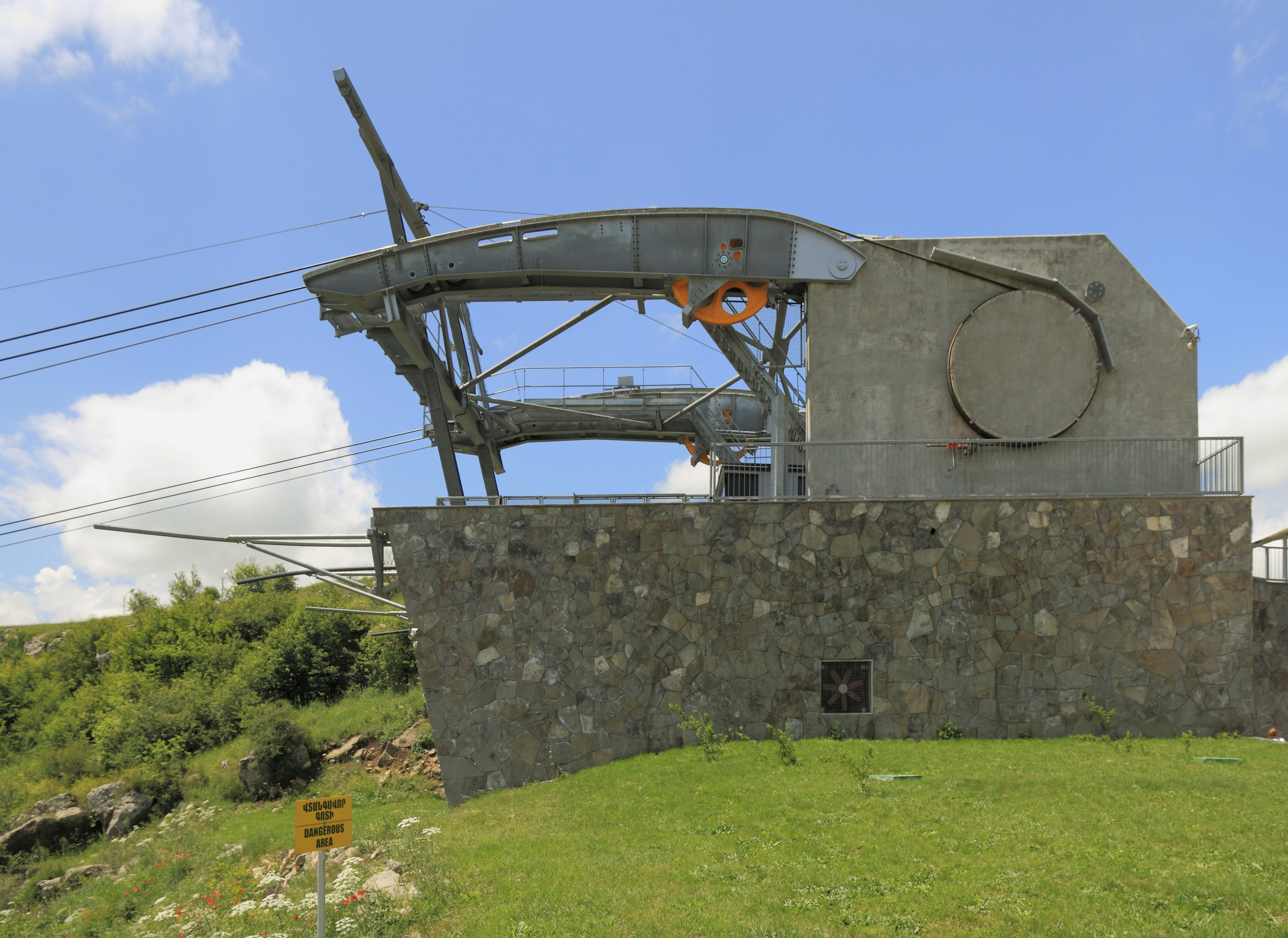
Halidzor, az alsó állomás
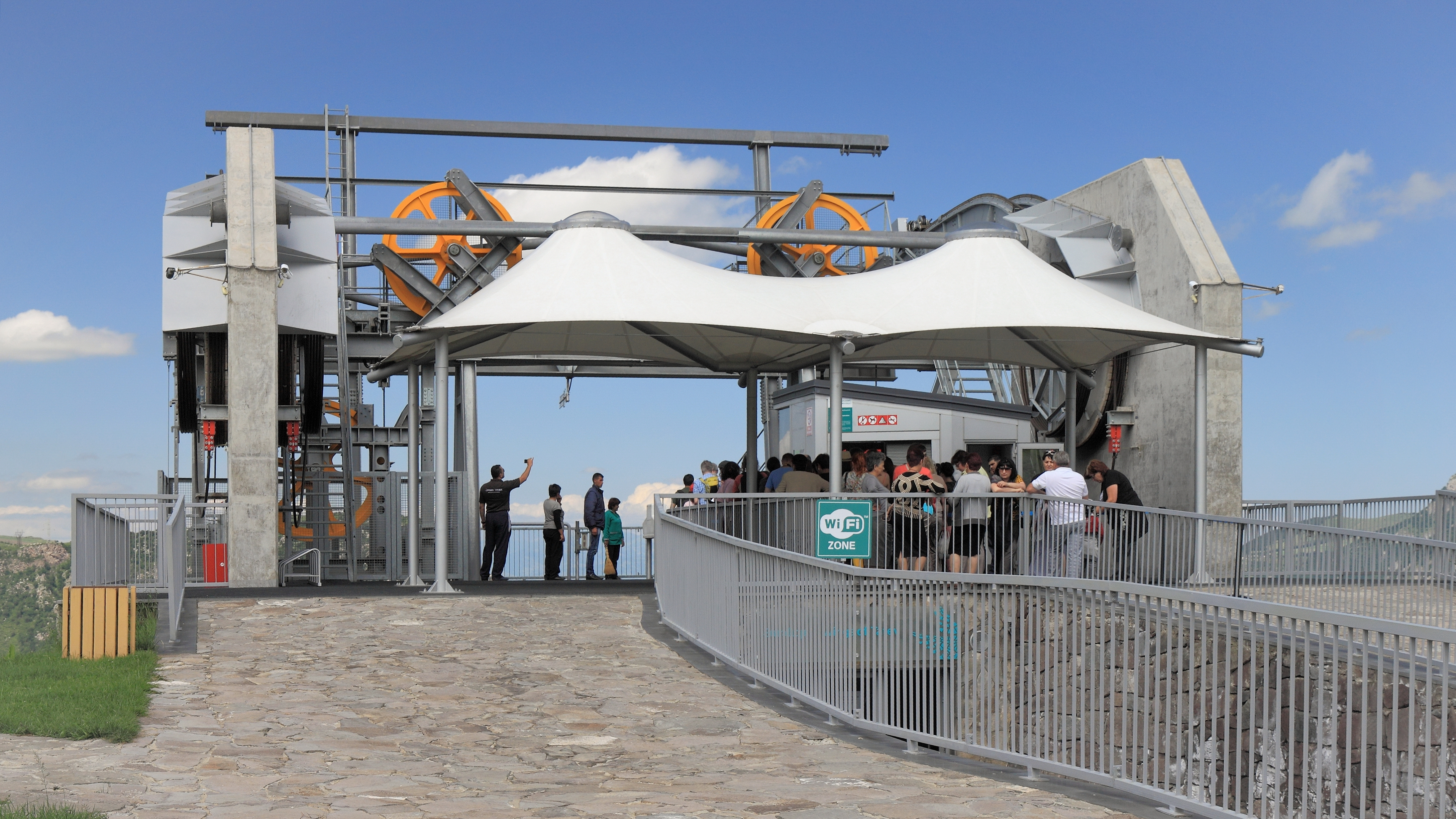
Tatev, a felső állomás
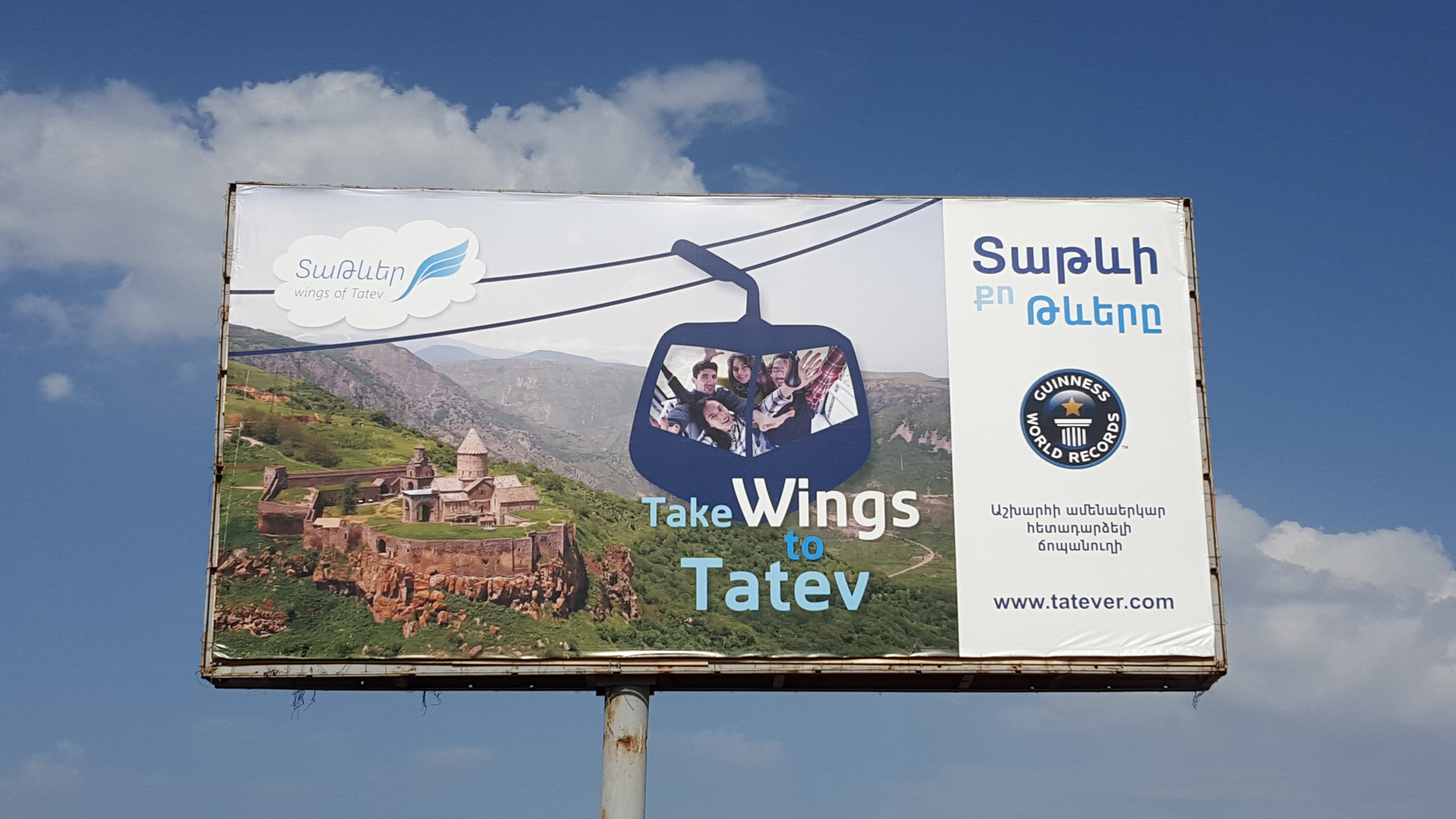
A függővasút reklámja Gorisz közelében